# River Duddon
Der River Duddon ist ein Fluss im Lake District in Cumbria in England.
Der Duddon entspringt auf dem Wrynose Pass und fließt über eine Strecke von 24 km  in südlicher Richtung durch das Duddon Valley bis Broughton-in-Furness, wo er sich zu einem Mündungstrichter weitet; dieser mündet nördlich der Morecambe Bay in die Irische See.
Der Fluss ist die Heimat von Lachsen und bei Kajakfahrern mit Schwierigkeiten von III und teilweise IV beliebt.
Der Dichter William Wordsworth hat den Duddon in seinen Gedichten The River Duddon, A Series of Sonnets, die zwischen 1804 und 1820 entstanden, beschrieben.
Der Mündungstrichter des River Duddon ist ein Site of Special Scientific Interest. Im mittleren und oberen Bereich des Mündungstrichters haben sich oberhalb der Hochwasserlinie Sanddünen gebildet, die eine große Zahl von seltenen und ungewöhnlichen Pflanzen, sowie eine Anzahl landesweit seltener wirbelloser Tiere beheimaten. Das Mündungsgebiet ist eines der wenigen Gebiete in England, in denen die Kreuzkröte lebt und ist die Heimat von 18 % bis 25 % dieser Art in England. Das Mündungsgebiet ist von nationaler und internationaler Bedeutung als Überwinterungsgebiet vieler Zugvögel.
Der Duddon Mosses Site of Special Scientific Interest liegt östlich des River Duddon und westlich des Kirkby Pool vor deren gemeinsamer Mündung.